# Landgoed Scherpenzeel
Landgoed Scherpenzeel is een landgoed dat gelegen is rondom het dorp Scherpenzeel in de Nederlandse provincie Gelderland, en deels in de provincie Utrecht. Het landgoed is een oud familiebezit van circa 1000 ha in het zuiden van de Gelderse Vallei, bestaande uit landbouwgronden, bossen, en natuurterreinen.
Tot het landgoed behoren monumentale boerderijen – met voor het landgoed kenmerkende blauwwitte luiken –, dienstwoningen, beheerderswoningen, schaapskooien, een oude schietbaan en een 18e-eeuws toegangshek. Het Huis Scherpenzeel maakt tegenwoordig geen deel meer uit van het landgoed, maar heeft dat tot 1975 wel gedaan.

## Geschiedenis
Het Huis Scherpenzeel met de omliggende landerijen werd in 1793 gekocht door de Amsterdamse VOC-koopman Johannes Bastianus van Naamen. Sinds die tijd is het landgoed regelmatig uitgebreid met grond, boerderijen een en deel van het dorp Scherpenzeel. In 1854 werd het landgoed geërfd door Benudina Maria van Naamen van Scherpenzeel, de kleindochter van Johannes Bastianus. Zij trouwde met Herman Royaards en sindsdien is het in de familie Royaards gebleven. Ze woonden in Utrecht, maar brachten in de zomer veel tijd op Huis Scherpenzeel door. Ze lieten door (tuin)architect Van Lunteren het huis verbouwen en een park in Engelse landschapsstijl aanleggen. Daarvoor moest zelfs de doorgaande weg worden omgelegd.
In 1900 erfden de zonen Johan en Anton en dochter Wilhelmina elk een deel van de landerijen. De jongste zoon Anton Royaards van Scherpenzeel erft ook het huis. De tegenwoordige eigenaren van Landgoed Scherpenzeel zijn allen familie van deze drie Royaardsen.
Anton Royaards (1869-1932) werd in 1900 burgemeester van Scherpenzeel en trouwde met jonkvrouw Margaretha Maria Backer (1880-1956). Zij gingen Huis Scherpenzeel permanent bewonen. Na het overlijden van de burgemeester in 1932, bleef zijn weduwe het huis bewonen. In de oorlogsjaren moest ze het huis verlaten, maar na de Tweede Wereldoorlog betrok ze het pand opnieuw, tot haar overlijden in 1956. Haar twee dochters erfden het huis. Ze gingen er niet wonen maar verhuurden het, in afwachting van een duurzame bestemming. Het huis verviel.
In 1975 werd het Huis Scherpenzeel aangewezen als rijksmonument, en werd het door de gezusters Royaards aan de gemeente geschonken onder de voorwaarde dat het minstens 25 jaar zal dienen als gemeentehuis. Het huis, het koetshuis en het park vormen sindsdien geen deel meer van het landgoed. Op 27 januari 2006 droeg de gemeente de buitenplaats Huis Scherpenzeel in erfpacht over aan "Stichtings Vrienden der Geldersche Kasteelen".

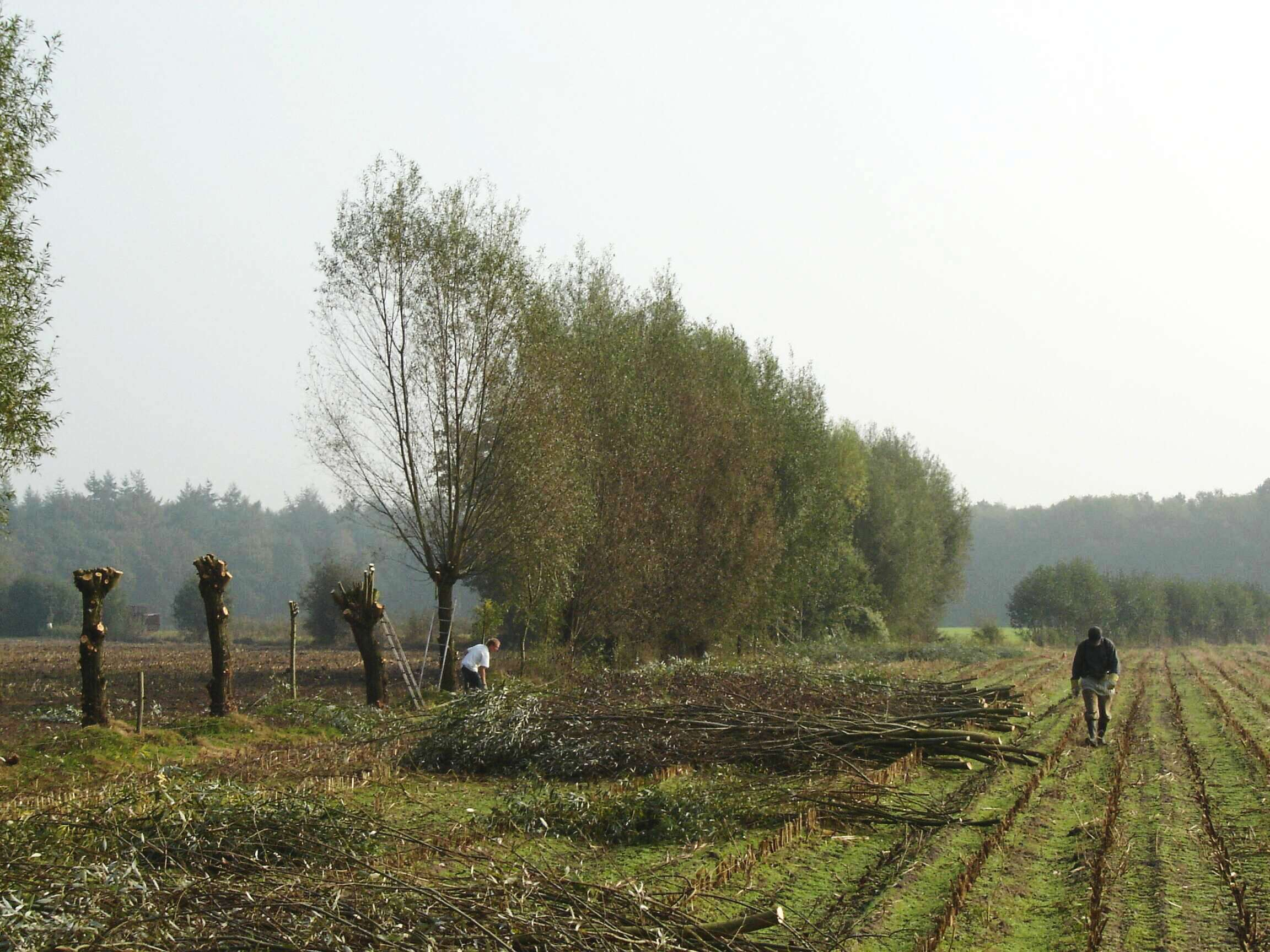
Wilgen knotten door vrijwilligers

## Het beheer van het landgoed
In 2001 hebben de gezamenlijke eigenaren de Stichting Landgoed Scherpenzeel gevormd. In stichtingsverband wordt het land goed beheerd, in samenwerking met de pachters, de rentmeester, de terreinbeheerder en een vrijwilligersgroep. Daarbij is de uitdrukkelijke doelstelling om het Scherpenzeelse natuur-, cultuur- en landschapsschoon in stand te houden.
De traditionele inkomstenbronnen van het landgoed – de landbouw en in mindere mate de bosbouw – leveren tegenwoordig niet meer voldoende op om het beheer te kunnen bekostigen. Daarom wordt gezocht naar nieuwe inkomstenbronnen.

## De Schietbaan

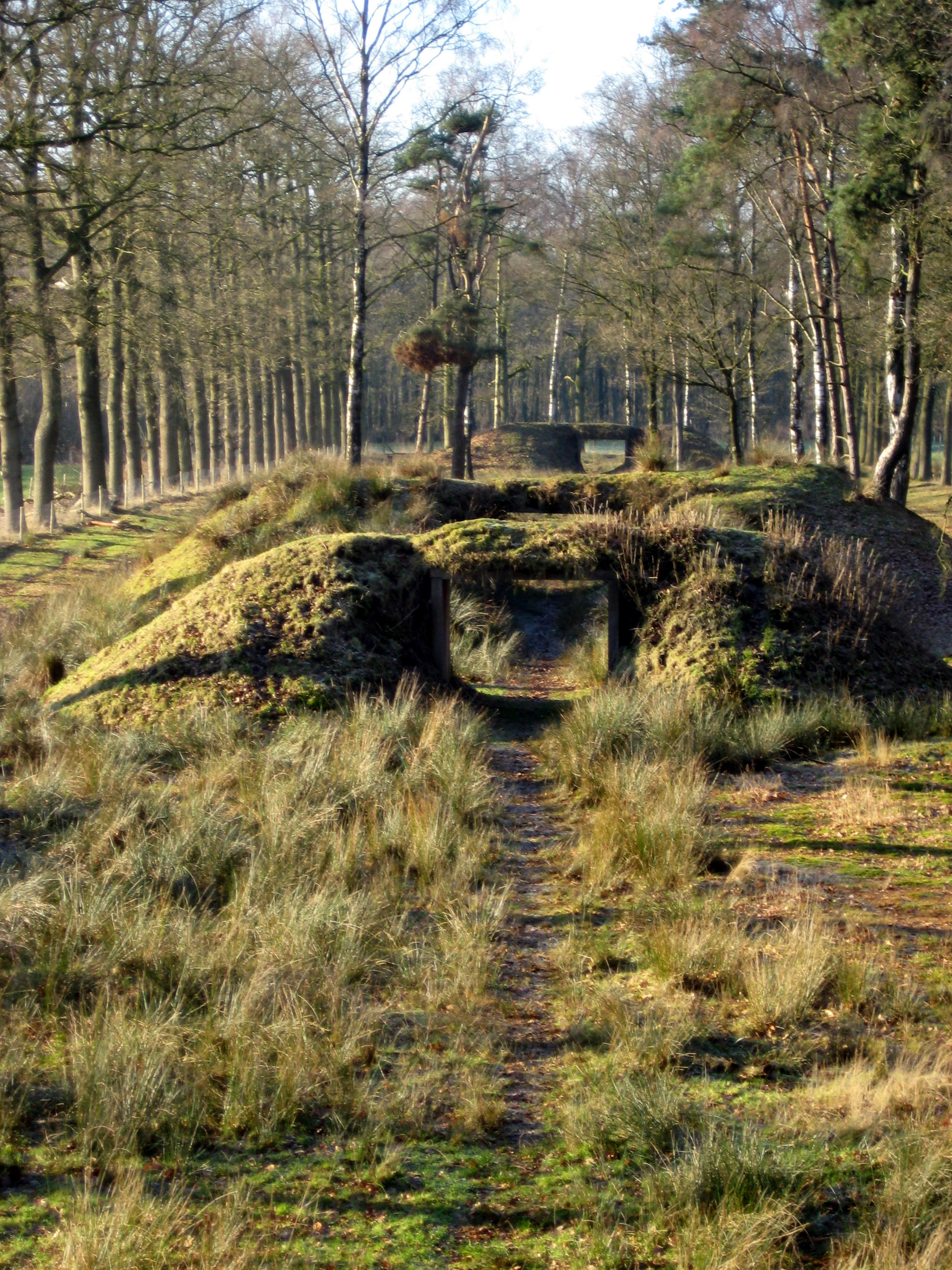
De schietbaan, gezien vanaf het einde

Onderdeel van het landgoed is de schietbaan achter Oud Willaer, die op initiatief van mr. A. Royaards in 1901 is aangelegd. De schietbaan is bijna een eeuw in gebruik geweest, tot ongeveer 2000, van de plaatselijke schietvereniging. In 2004 is de schietbaan gerestaureerd. Er grazen nu geregeld schapen, die als natuurlijke beheerders van het terrein optreden.

## Recreatie
Het Landgoed Scherpenzeel heeft een belangrijke functie voor natuur- en landschapsgerichte recreatievormen zoals fietsen en wandelen. Er zijn op initiatief van Landschapsbeheer Utrecht in 2003 en 2005 vier klompenpaden in gebruik genomen die (gedeeltelijk) over het landgoed lopen:
- Het Oudenhorsterpad: een wandeling van 6 km in de (zuid)westelijke hoek van Scherpenzeel. Deze wandeling loopt onder andere langs het Valleikanaal, de buitenplaats 'Lambalgen' en de hoeve 'Groot Oudenhorst' en over de oude spoorlijn van Amersfoort naar Kesteren (start: halverwege Woudenberg en Scherpenzeel).
- het Broekerpad: een wandeling van 7 km vanuit het centrum van Scherpenzeel naar het zuiden en zuidwesten. De wandeling voert langs het Huis Scherpenzeel, via de Lunterse Beek, langs de (voormalige) 'broeken' (moerassige stukken land) en het Valleikanaal.
- het Dashorsterpad: een wandeling van 12,5 km door de noordelijke contreien van Scherpenzeel. De wandeling start halverwege Woudenberg en Scherpenzeel en loopt door een prachtig afwisselend landschap. De route gaat langs oude hoeven, onder andere de hoeve Dashorst die met de bijbehorende schaapskooi tot het landgoed Scherpenzeel behoort. De route loopt ook over de oude schietbaan en door enkele landgoedbossen.
- het Breeschoterpad: een wandeling van 6 km die voor een groot deel over het noordoostelijke deel van het landgoed loopt, langs houtwallen, bossen en weidepercelen en het ven 'Groot Wolfswinkel'.

De klompenpaden zijn een initiatief van de Stichting Landschapsbeheer Utrecht, in samenwerking met gemeenten in de regio, landgoedeigenaren, agrariërs en vele vrijwilligers. Daarnaast loopt over het landgoed:
- het Kerstavondpad.

## Kunst op het platteland

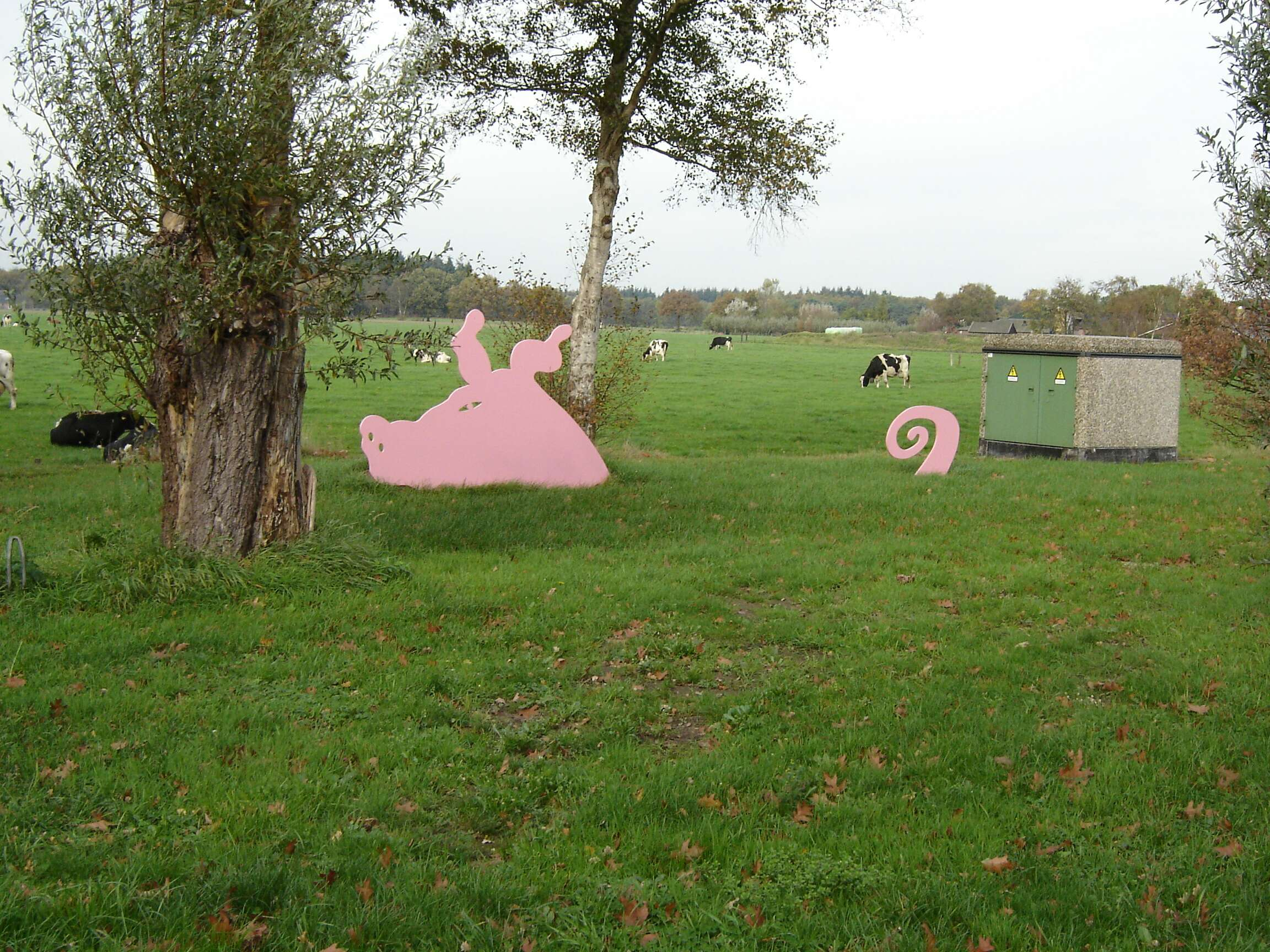
't Keu

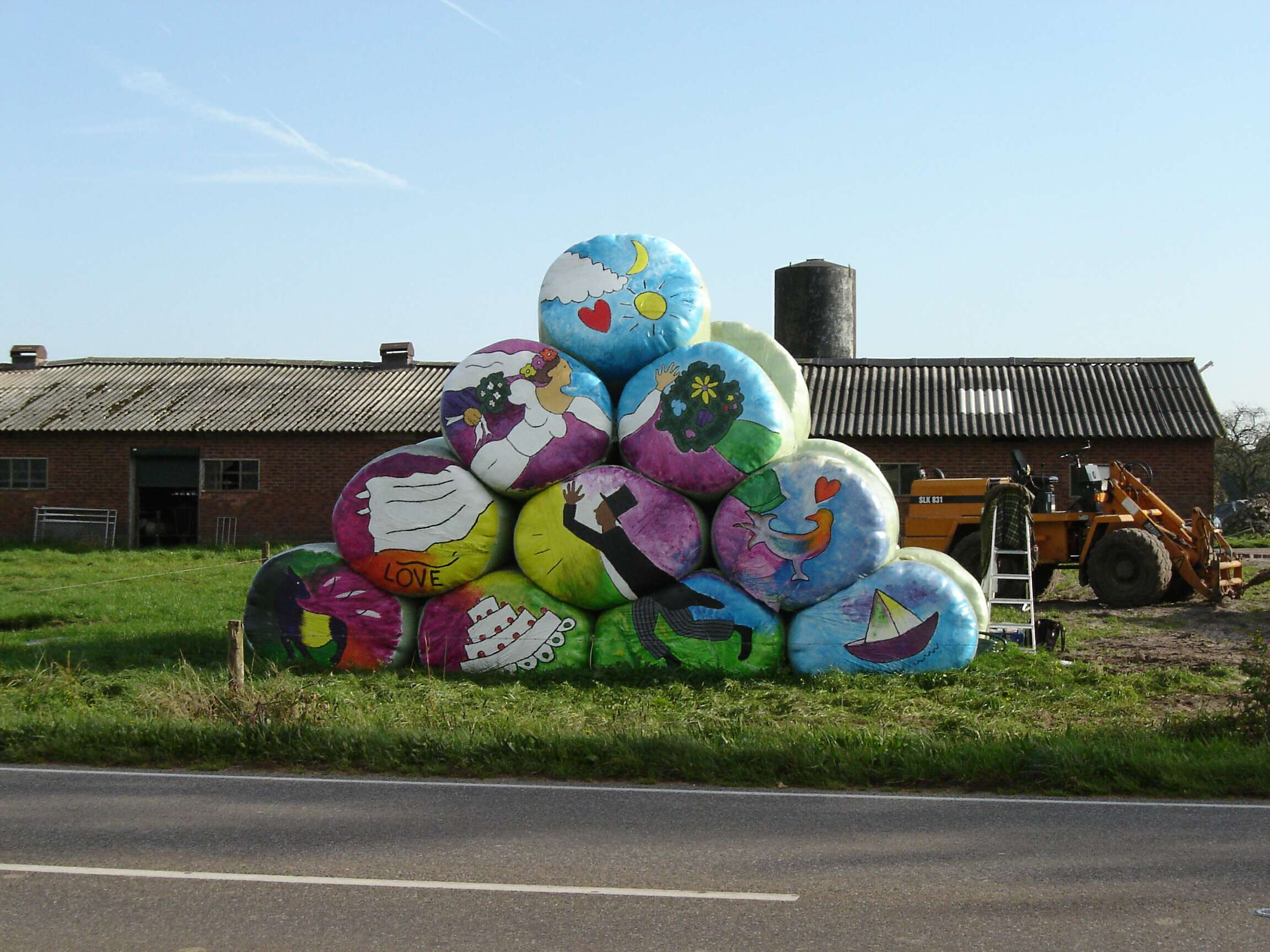
De Bruiloft

Door een contact van Meta Daniëls, bestuurslid van de Stichting Landgoed Scherpenzeel, met het Ministerie van LNV, is in 2005 het initiatief genomen tot een project "Kunst op het platteland". Met financiële steun van o.a. het ministerie van LNV, het ministerie van OC&W en de provincie Gelderland werden door kunstenaar Hanni Stolker een aantal kunstwerken gerealiseerd:
- Allereerst drie blijvende kunstwerken:
  - ’t Keu (Scherpenzeels voor "varken"): op het kruispunt Kolfschoten / Kolfschoterdijk stijgt opeens een manshoge varkenskop uit de modder omhoog, en een eindje verderop zijn krulstaart. Uitgevoerd in dik plaatstaal met een roze poedercoating.
  - Veelz-ei-dig: langs de Barneveldsestraat staat een clustertje opengewerkte ei-contouren van dik plaatstaal, om de voorbijgangers te laten zien waar het vooral om draait in deze contreien: pluimvee.
  - Vijf beschilderde voedersilo’s, eveneens aan de Barneveldsestraat.
- Daarnaast maakte ze zeven tijdelijke kunstwerken: op verschillende plaatsen liggen op elkaar gestapelde hooibalen, die beschilderd zijn door de dorpsbewoners. Kunstenares Hanni Stolker vertelde dat ze bewust heeft gekozen voor vormen en kleuren die aansluiten bij het landschap en de agrarische activiteiten. De meeste boeren wilden iets met koeien, maar er is ook een verrassend bruiloftstafereel te zien (de dochter van de betreffende boer trouwde) en een hele serie boombladeren met hun benaming en er is zelfs iets abstracts, met geometrische vormen. De beschilderde hooibalen hebben er van augustus tot begin november gelegen.

De opening van de "openluchttentoonstelling" vond plaats in aanwezigheid van minister Veerman van Landbouw, staatssecretaris van der Laan van Cultuur en gedeputeerde Van Haaren van Gelderland op 22 augustus 2005.
Het project "Kunst op het platteland" heeft een vervolg gekregen onder de naam "Platteland Anders". Jaarlijks worden een aantal tijdelijke kunstwerken geplaatst, elke keer met een ander thema, eveneens gemaakt door de dorpsbewoners. De kunstwerken zijn verbonden via een wandel- of fietsroute.